# 安德烈·克鲁伊滕斯
安德烈·克鲁伊滕斯（荷蘭語：André Cluytens，发音：[klɔjtɛns]，1905年3月26日—1967年6月3日），又译克路易坦，法国比利时裔指挥家。

## 生平
克鲁伊滕斯出生于比利时荷语区城市安特卫普，九岁时即入读安特卫普皇家音乐学院，16岁时获钢琴第一名，17岁时又获和声与作曲第一名，随后成为安特卫普布拉剧场的合唱指挥、声乐教师。1927年，克鲁伊滕斯成为布拉剧场的首席指挥。
1932年起，克鲁伊滕斯主要在法国活动，包括图卢兹市政厅剧院、里昂国家歌剧院、巴黎喜歌剧院（1946年－1953年任首席指挥）等地，1944年起他在巴黎歌剧院担任首席指挥，在国际间崭露头角。1945年，克鲁伊滕斯加入法国籍。
1949年至1960年，克鲁伊滕斯接替查理·明希，担任巴黎音乐学院管弦乐团的首席指挥。同时1958年起他还担任位于布鲁塞尔的比利时国家管弦乐团首席指挥，做了不少乐团重组的工作，直至去世。克鲁伊滕斯曾在柏林爱乐、维也纳爱乐、维也纳国家歌剧院、斯卡拉大剧院等诸多知名乐团和剧院客座指挥。
1955年，克鲁伊滕斯在拜罗伊特音乐节首次亮相，演出的是《唐豪瑟》。次年，又指挥了《罗恩格林》、《纽伦堡的名歌手》和《帕西法尔》。
克鲁伊滕斯是法国音乐的演绎专家，他首演了许多法国作曲家的作品，包括罗兰·马纽埃尔、安德烈·若利韦、亨利·布瑟、奥利维埃·梅西安、达律斯·米约、亨利·巴劳、弗洛朗·施米特等等。克鲁伊滕斯晚年对于德奥音乐的诠释也为人称道，他与柏林爱乐乐团合作录制的贝多芬交响曲全集闻名于世。
1967年，克鲁伊滕斯逝世于塞纳河畔讷伊。

## 注解
1. ↑  1960年代的一次广播访问中，克鲁伊滕斯确认了自己姓氏的弗拉芒语发音。